# Melocactus peruvianus
Melocactus peruvianus ist eine Pflanzenart aus der Gattung Melocactus in der Familie der Kakteengewächse (Cactaceae). Das Artepitheton peruvianus verweist auf das Vorkommen der Art in Peru.

## Beschreibung
Melocactus peruvianus wächst mit dunkelgrünen, niedergedrückt kugelförmigen bis pyramidalen oder kurz zylindrischen Trieben, die bei Durchmessern von bis zu 20 Zentimetern ebensolche Wuchshöhen erreichen. Es sind acht bis 16 Rippen vorhanden. Die sehr variablen Dornen sind rötlich braun bis schwarz. Die ein bis vier Mitteldornen, die auch fehlen können, sind bis zu 6 Zentimeter lang. Die bis zu 6 Zentimeter langen vier bis 14 Randdornen sind gerade bis stark gebogen, manchmal gegenseitig ineinandergreifend und kammförmig angeordnet. Das aus auffälligen rötlichen Borsten bestehende, oft kleine Cephalium wird bis zu 20 Zentimeter hoch und weist Durchmesser von 8 Zentimeter auf.
Die magentafarbenen Blüten sind bis zu 2,4 Zentimeter lang und weisen Durchmesser von 0,8 bis 1,5 Zentimeter auf. Sie ragen deutlich aus dem Cephalium heraus. Die an der Spitze roten Früchte sind 1,6 bis 2,5 Zentimeter lang.

## Verbreitung, Systematik und Gefährdung
Melocactus peruvianus ist in der ecuadorianischen Provinz El Oro sowie peruanischen Regionen Tumbes, Piura, Lambayeque, La Libertad, Ancash, Lima und Arequipa am Westabhang der Anden in Höhenlagen von bis zu 1270 Metern weit verbreitet.
Die Erstbeschreibung erfolgte 1913 durch Friedrich Karl Johann Vaupel. Ein taxonomisches Synonym ist Cactus townsendii Britton & Rose (1922).
In der Roten Liste gefährdeter Arten der IUCN wird die Art als „Least Concern (LC)“, d. h. als nicht gefährdet geführt.

## Nachweise